# Артемисион (гора)
Артемисион (Артемизион, Артемисий, Артемизий, греч. Αρτεμίσιο), также Малево (Μαλεβός) — гора (горный хребет) в Греции, на Пелопоннесе, у села Нестани, к северу от города Триполис, на границе Аркадии и Арголиды. Высочайшая вершина — 1772 м над уровнем моря.
На севере соединяется с горами Лиркион (Лиркей), на юге — с горами Ктеньяс, за западе находится равнина Мандинея (названная по древнему городу Мантинея). Является частью горной цепи, которая простирается от Коринфского залива до залива Арголикос и включает в себя Килини, Олийиртос, Трахи, Лиркион и другие горы.
На вершине горы стоял храм Артемиды (Οἰνωᾶτις), принадлежавший к области древнего города Эноя. По Павсанию на горе находились истоки реки Инах.
Район гор Артемисион и Лиркион является важной орнитологической территорией площадью 9045 га. Для него характерны каменистые склоны, кустарники (57,6 %), а также луга и пастбища (35,6 %), небольшие равнины, заброшенные сельхозугодья с террасами и живой изгородью и изолированные хвойные леса (1,3 %) на больших высотах. Основная деятельность человека — животноводство. Здесь обитают крупные хищные птицы, такие как беркут.
Через гору Артемисион проходит по туннелям автострада Мореи.